# Teniolabidoïdeus
Els teniolabidoïdeus (Taeniolabidoidea) són una superfamília extinta de mamífers multituberculats del subordre dels cimolodonts que visqueren a Àsia i Nord-amèrica des del Cretaci superior fins al Paleocè superior, fa entre 56,8 i 99,6 milions d'anys. Se n'han trobat restes fòssils al Canadà, els Estats Units, Mongòlia i la Xina. Aquest grup conté els multituberculats més grossos que es coneixen, com ara Taeniolabis taoensis, que vorejava els 100 kg, però la majoria d'espècies eren menudes. El seu aspecte exterior hauria recordat els rosegadors. Les dents molars eren igual de grosses que les premolars o encara més. Tenien una fórmula dental de {\displaystyle {\tfrac {1.1.2.2}{1.0.1.2}}}. N'hi havia formes excavadores, altres de terrestres i encara d'altres d'arborícoles.